# Pätzer Hintersee
Der Pätzer Hintersee ist ein Gewässer in Bestensee, Landkreis Dahme-Spreewald. Er gehört zum Flusssystem der Dahme.

## Naturräumliche Lage und Beschreibung
Der Pätzer Hintersee liegt 40 Kilometer südsüdöstlich von Berlin. Er befindet sich in der naturräumlichen Untereinheit „Dahme-Seengebiet“ innerhalb der Haupteinheit „Ostbrandenburgisches Heide- und Seengebiet“. Während der Brandenburg-Phase der Weichsel-Kaltzeit (24.000–22.000 v. Chr.) bildeten sich im Bereich des Naturparks Dahme-Heideseen inselartige Grundmoränenplatten mit Schmelzwasseraufschüttungen heraus, wie sie auch östlich und westlich des Pätzer Hintersees zu finden sind, der selbst in einer Talsandebene liegt. Nahe seinem Ufer haben sich über den sandigen Schichten der Seesedimente und des Urstromtals Niedermoore gebildet, die infolge stärkerer Grundwasserschwankungen meist deutliche Zersetzungsmerkmale aufweisen.
Der stark gegliederte See erstreckt sich in Nord-Süd-Richtung. Bei 216 Hektar Wasserfläche ist er 3,22 Kilometer lang und bis zu 1,24 Kilometer breit. Die maximale Tiefe beträgt 4 m. Im Durchschnitt ist er aber weniger als 1,5 m tief. Der Pätzer Hintersee ist ein kalkreicher, ungeschichteter See mit relativ großem Einzugsgebiet. Er bedeckt 47 % der Fläche des Naturschutzgebiets Pätzer Hintersee. Am Nordwestufer des Pätzer Hintersees liegen die Vorder- und die Hintersiedlung von Bestensee. Nordöstlich des Sees liegt der Wohnplatz Liepe des Ortsteils Pätz der Gemeinde Bestensee. Östlich verläuft die Bundesstraße 179 und westlich verlaufen die Bundesautobahn 13 sowie die Bahnstrecke Berlin–Görlitz. Im Südosten führt eine Erdgastrasse (Kombination von EUGAL, OPAL und JAGAL) nahe am See vorbei.

## Hydrologie
Der Pätzer Hintersee ist ein Grundwasser-Durchströmungssee. Das aus Süden, Osten und Westen zuströmende Grundwasser fließt nach Norden in den Pätzer Vordersee ab und über mehrere weitere Gewässer schließlich bei Königs Wusterhausen in die Dahme. Die Verweilzeit des Wassers im Pätzer Hintersee beträgt 5 Jahre. Ursprünglich sollte es sich bei den beiden Pätzer Seen um miteinander verbundene abflusslose Seen gehandelt haben. Schon seit einigen Jahrhunderten ist diese Isolation aber durch künstliche Gräben aufgehoben. Heute gibt es einen Zufluss aus dem Paddenpfuhl und einen zusätzlichen Abfluss über den Seeverbindungsgraben zum Seechen. Der Wasserspiegel scheint sich abgesenkt zu haben, denn neben der Insel Großer Horst ist im Schmettauschen Kartenwerk von 1767–1787 wie auch auf dem Messtischblatt von 1941 die Insel Kleiner Horst verzeichnet, die heute nur noch eine Halbinsel ist.

## Trophische und chemische Charakteristik
Der Steckbrief nach der EG-Wasserrahmenrichtlinie bescheinigt dem Pätzer Hintersee 2017 einen ökologischen Zustand von 4 (= „unbefriedigender Zustand“; Umweltziel der WRRL wird deutlich verfehlt) auf einer fünfstufigen Skala. Ursächlich für die schlechte Bewertung ist vor allem die hohe Trophie (polytroph, wechseln zwischen p1 und p2). Die Referenztrophie nach LAWA ist dagegen schwach eutroph (e1). Der See ist deutlich nährstoffreicher als im naturnahen Zustand. Die Sichttiefe ist sehr gering und betrug zuletzt zwischen 40 und 50 Zentimeter.

## Flora und Fauna
Die Wasserfarbe des Sees ist bräunlich. Wegen der starken Trübung fehlen Unterwasserpflanzen weitestgehend. Vereinzelt finden sich kleine Bestände von Gelber Teich- und seltener Weißer Seerose, die auch als rot blühende Hybride vorkommt. Das Ufer ist zu großen Teilen von einem schmalen Röhrichtstreifen aus Schilf und Schmalblättrigem Rohrkolben gesäumt. Die für den Lebensraum typische Artengemeinschaft ist nur teilweise vorhanden.
Der gesamte Pätzer Hintersee gilt als Revier des Europäischen Bibers. Eine Biberburg befindet sich am Merkhorst am Südufer des Sees. Der Fischotter wurde mehrmals gesichtet und ist hier wohl heimisch. Am See leben Lurche wie der Moorfrosch, der Teichfrosch, der Teichmolch und der Kammmolch sowie Insekten wie die Große Moosjungfer, die Große Pechlibelle, die Hufeisen-Azurjungfer und der Große Feuerfalter. An Fischen findet man den Bitterling, den Aal, den Flussbarsch, die Brachse, den Graskarpfen, den Hecht, den Karpfen, das Rotauge, die Rotfeder, die Schleie und den Zander. Die Naturparkverwaltung fand im April 2020 am See folgende Vogelarten: Schwarzmilan, Schwarzspecht, Kranich, Drosselrohrsänger, Fitis, Grünspecht, Kormoran, Kuckuck, Misteldrossel, Pirol, Rohrammer, Sperber, Sumpfrohrsänger, Trauerschnäpper und Wacholderdrossel.

## Nutzung
Der Pätzer Hintersee wird von der Fischerei Bestensee bewirtschaftet. Im Sommerhalbjahr werden mit Reusen und Stellnetzen vor allem Karpfen, Zander, Aal und Hecht gefangen. Daneben werden auch Angelkarten verkauft.
Das Baden ist nur an der Badestelle in der Bestenseer Hintersiedlung gestattet.